# امبرابولین
امبرابولین (به انگلیسی: Ombrabulin) یک ترکیب شیمیایی با شناسه پاب‌کم ۶۹۱۸۴۰۵ است. 